# Cristalleria Murano

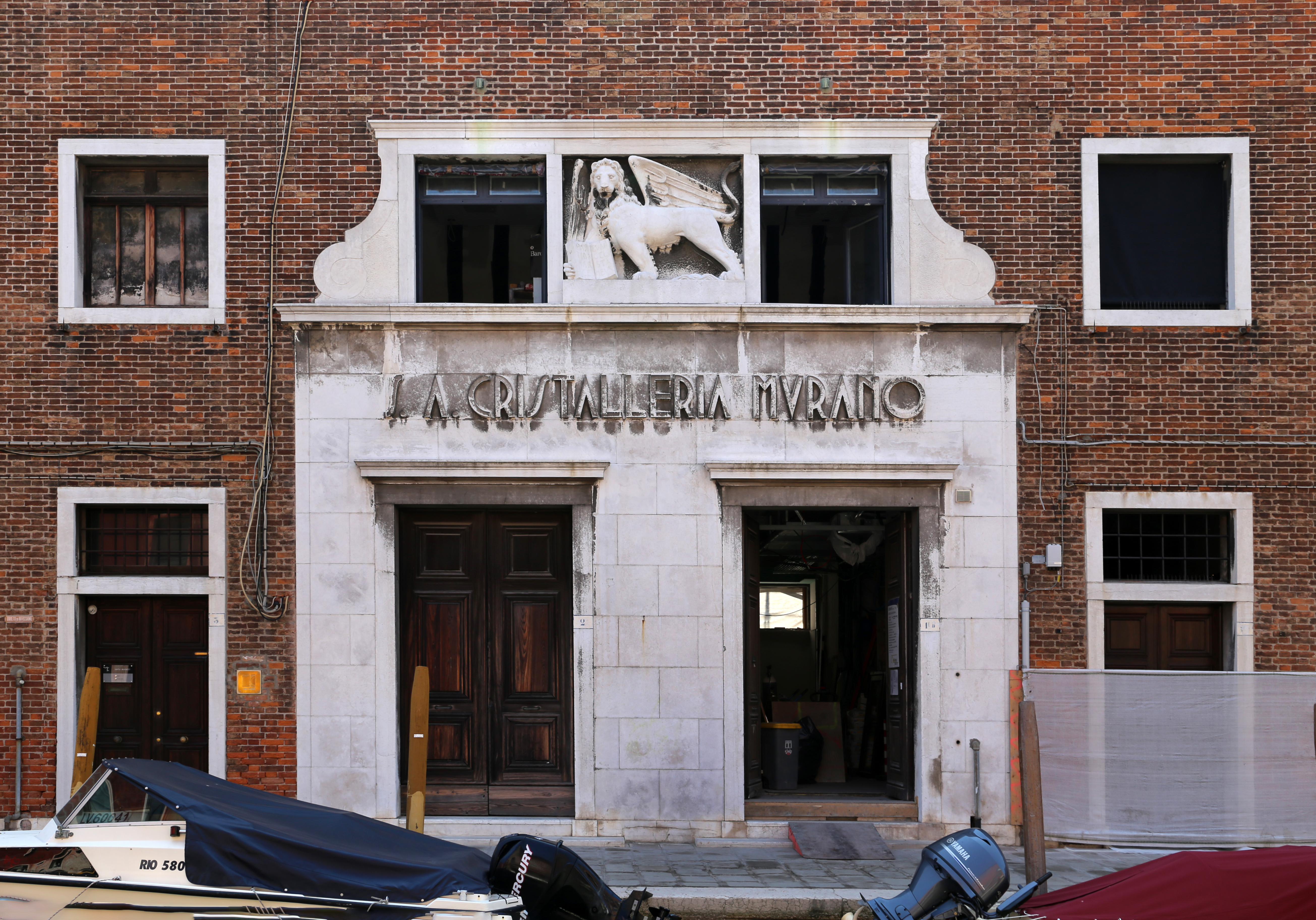
Il portale tuttora esistente della cristalleria.

La Cristalleria Murano è stata una fabbrica di servizi da tavola in vetro bianco e in cristallo dell'isola di Murano nella laguna veneta.

## Storia
Ubicata in Fondamenta Manin, è  conosciuta nel 1882 sotto l'insegna "Vetreria Venezia". Nel 1884, il barone Raimondo Franchetti risulta essere l'unico proprietario e la ditta viene conosciuta come "Vetreria Franchetti". Dopo un periodo di associazione, Giuseppe Toso acquista l'azienda e la riorganizza con il nome Cristalleria Murano. Nel 1902, l'azienda conta 500 dipendenti. Con la fine degli anni '40 inizia la grande crisi causata dalla concorrenza della nascente industria di materie plastiche e la Cristalleria Murano chiude definitivamente negli anni '60.